# ساری سو، ایمیشلی
ساری‌سو (به لاتین: Sarısu) یک منطقه مسکونی در جمهوری آذربایجان است که در شهرستان ایمیشلی واقع شده است.